# ERS 6
Environmental Research Satellites 6 (ang. badawczy satelita środowiskowy) - również: Tetrahedron Research Satellite 6 (ang. czworościenny satelita środowiskowy) – amerykański wojskowy satelita naukowy. Wyniesiony na orbitę 9 maja 1963 wraz z satelitą MIDAS 7 oraz bliźniaczym satelitą ERS 5.

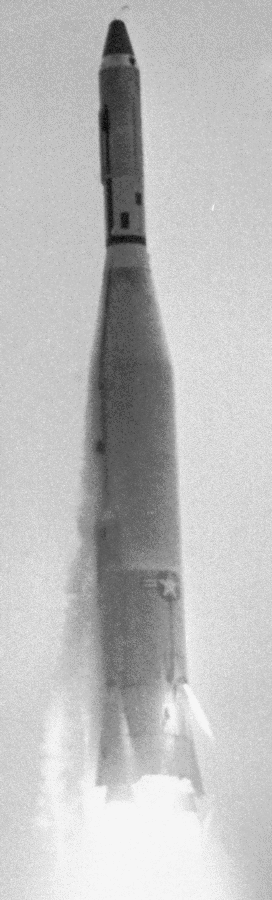
Rakieta Atlas Agena B z satelitami ERS 5, ERS 6 i MIDAS 7

ERS 6 miał formę balonu o średnicy 31 cm. Jedynym eksperymentem na pokładzie był eksperyment badania degradacji ogniw słonecznych. Sam satelita służył również do badania wpływu ciśnienia promieniowania słonecznego na orbitę statku.  
Trwałość orbity satelity szacowana jest na 50 000 lat.